# Лондон (линейный корабль)
«Лондон» (англ. London) — парусный линейный корабль Балтийского флота Российской империи, участник Северной войны.

## Описание корабля
Парусный линейный корабль 4 ранга, вооружение судна составляли 54 орудия.

## История службы
Корабль был куплен Ф. С. Салтыковым в 1714 году в Англии и под именем «Лондон» вошёл в состав Балтийского флота России. 19 (30) июня 1715 года корабль пришёл в Ревель.
Принимал участие в Северной войне. В 1715 году и с 1717 по 1719 год выходил в крейсерские плавания в Финский залив в составе эскадр. В июле 1719 года прикрывал переход гребного флота из Кронштадта к шведским берегам.
26 сентября (7 октября) 1719 года вышел из Ревеля в Кронштадт в составе отряда: «Лондон», «Портсмут», «Девоншир». 1 (12) октября 1719 при подходе к острову Котлин в благоприятных погодных условиях выскочил на мель у южного берега Финского залива. Следом за ним на отмели оказался линейный корабль «Портсмут». Впоследствии корпус линейного корабля «Лондон» был загружен камнем и вплоть до 30-х годов XVIII века использовался в качестве маяка, ограждающего злополучную отмель.

## Командиры корабля
Командиром корабля «Лондон» в 1718 году служил Я. Шапизо.